# Vinzons
Vinzons è una municipalità di quarta classe delle Filippine, situata nella Provincia di Camarines Norte, nella Regione del Bicol.
Vinzons è formata da 19 baranggay:
- Aguit-It
- Banocboc
- Cagbalogo
- Calangcawan Norte
- Calangcawan Sur
- Guinacutan
- Mangcayo
- Mangcawayan
- Manlucugan
- Matango
- Napilihan
- Pinagtigasan
- Barangay I (Pob.)
- Barangay II (Pob.)
- Barangay III (Pob.)
- Sabang
- Santo Domingo
- Singi
- Sula